# 近藤喜則
近藤 喜則（こんどう よしのり、1832年8月11日（天保3年7月16日） - 1901年（明治34年）4月27日）は、日本の実業家、政治家。江戸時代後期の村役人、明治の教育者。幼名は喬次郎、のち東左衛門、明治後に喜則。号に椎山、殖産人。画家の近藤浩一路は孫にあたる。

## 略歴
甲斐国巨摩郡（後の睦合村、現山梨県南巨摩郡南部町）に生まれる。喜則は南部本陣を務める近藤家の次男。弘化4年（1847年）、市川代官所から長百姓に任じられる。
幼少時には地元の学者に学び、また逗留する役人や文人からも学問や諸芸を学ぶ。翌年には駿河の叔父のもとで学び、江戸へも遊学している。嘉永6年（1853年）に家督と郡中惣代職を継ぎ、所帯も持つ。喜則は蘭学に興味を持ち、万延元年（1860年）には長崎へも遊学する。また、韮山代官の江川坦庵（太郎左衛門、英竜）とは面識はないものの、喜則は江川を敬愛していたという。

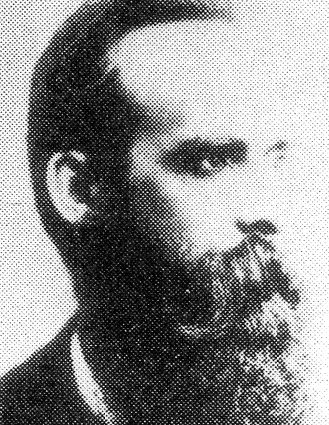
チャールズ・イビー

明治維新後、学制発布に伴い私塾は廃止され、県令・藤村紫朗も私塾に対し否定的な施策を実施する。一方で、明治初年から明治10年代の自由民権運動の高揚期にかけて、山梨県内の村内指導者や民権家は私塾経営に乗り出していた。
喜則は1869年（明治2年）には元甲府城同心の豊島住作を招き、寺院の一角で聴水堂を開いている。翌年に南部本陣が廃止されると、本陣所有地内の医師邸を購入し、「聴水堂」を継承して「蒙軒学舎(もうけんがくしゃ)」を開く。蒙軒学舎では近在の青少年はじめ県内外の学生に学問を教え始めた。この時期の私塾は小規模で、短命に終わるものが多かったが、蒙軒学舎は東八代郡南八代村（笛吹市八代町南）の素封家・加賀美平八郎の経営する成器舎とともに県内で一定の規模を持った私塾として知られる。江戸時代の甲府勤番士子弟の学問所である徽典館の元学頭らが教鞭を執り、その教授法を受け継ぎいだ。蒙軒学舎の学科には和漢学教養のほか英語や数学など洋学を交え、塾生の希望で山梨県へのキリスト教伝道に貢献した宣教師チャールズ・イビー（Charles Samuel Eby）を招き、1888年（明治21年）に休校するまで続いた。
1876年（明治9年）10月、喜則は74人の同士とともに県に「会社創設願」を提出し、同年11月には大蔵省から認可され富河村（南部町）に殖産社を開き、喜則は社長となる。近藤らは製紙原料であり江戸期以来富士川流域の産物であった三椏を栽培し、大蔵省造幣局へ納入した。三椏栽培は資金繰りなど苦難を乗り越えつつも成長し、1886年（明治19年）からは繁殖講話のため日本各地を巡回するが、1889年（明治22年）に殖産社は解散に至る。
初代知事として山梨へ赴任した藤村紫朗は地元から採用した区長を県庁に詰めさせて県政の相談役とたため、区長副総代と学区総理を務めた近藤は栗原信近らとともに藤村県政に参画した。また、1879年（明治10年）3月23日、藤村知事により甲府市の一蓮寺で開かれた初の県会（一蓮寺県会）では公選議員の1人として参加し、議長に選出されている（副議長は峡中新報社株主総理の依田孝）。